# 葵涌焚化爐
葵涌焚化爐（きちょうふんかろ, 英: Kwai Chung Incineration Plant）は、香港にかって存在した清掃工場。葵涌地区の酔酒湾（Gin Drinkers Bay）を埋め立てて造成した土地に1.4ヘクタールの敷地面積を使用して建設された。1978年の運用開始以来、ごみの減容により埋立地の寿命延長に貢献してきた。

## 沿革
ごみの最終処分場としての埋め立て地が不足してきたため、焼却炉を建設することにした。建設の請負契約は7つの国際企業グループが争ったが、最終的に英国のClarke Chapmanに決定、1973年11月29日締結された。
1978年10月17日、正式な開所式が行われた。旧式の清掃工場とは異なり、電気集じん器を設置しているうえ、高さ150メートルの煙突は堅尼地城（Kennedy Town）や荔枝角（Lai Chi Kok）の同様な施設に比べて高く、汚染物質は地面から離れた場所に拡散した。
1989年、香港政庁は『Pollution in Hong Kong - A Time to Act』という白書を発行した。
1997年5月、操業停止。敷地はダイオキシン、フラン、アスベスト、重金属、石油由来の炭化水素で汚染されていたため、すぐには解体できなかった。解体前に先立ち、解体後の再開発を見据えて敷地の除染を行った。
2008年現在、香港政府は新しい焼却炉の建設を検討している。
2008年10月、香港政府は1億9000万元の予算で葵涌焚化爐の解体と跡地の除染を業者に請負委託。ハイウェイと下水処理施設に近いため従来の爆破解体は採用できず、シンガポールから高さ168メートル・重量600トンのクレーンを導入することにした。ダイヤモンドカッターを備えた切断用の機械をリモコンで操作し、煙突を何段もの円筒状に分解、クレーンで地面に下ろす。この工法を採用した結果、騒音や有害なほこりの飛散は大幅に抑えられた。必要な人員も従来の工法ならば50人のところ20人ですんだ。
2017年現在、この場所に納骨堂を建設する計画がある。